# دهنو (دلغان)
دهنو (بالفارسية: دهنو) هي قرية تقع في قسم جلغة تشاة هاشم الريفي (مقاطعة دلغان) في إيران. يقدر عدد سكانها بـ 866 نسمة .